# Der Mann aus Virginia (1977)
Der Mann aus Virginia (Originaltitel: California) ist ein Italowestern aus der Endphase des Genres, den Michele Lupo 1977 inszenierte. Der düstere Film kam am 16. September dieses Jahres auch auf deutsche Kinoleinwände.

## Handlung
Revolverheld California hat im Bürgerkrieg gekämpft; er möchte neu anfangen und nennt sich, nach einem zufälligen Aufdruck, den er sieht, Michael Random. Auf seinem Weg in die Heimat lernt er William Preston, ebenfalls ein Südstaatenoffizier, der nach Hause möchte, kennen. Gemeinsam ziehen sie zu Fuß durch das vom Bürgerkrieg ausgeblutete, zerstörte und gesetzfreie Land.
Rope Whittaker und seine Gruppe von Kopfgeldjägern töten Kleinkriminelle wegen der auf sie ausgesetzten Belohnung. Sie werden von einem General gedeckt, der sie später fallen lässt, weil er höhere politische Ambitionen hat und die Verbindung zu Whittaker seine politischen Pläne gefährden könnte.
Preston überredet den alleinstehenden Random, mit ihm zu seiner Familie zu gehen. Unterwegs, auf dem Gebiet der Nordstaaten, begegnen ihnen die Menschen mit Misstrauen und Aggressionen. Sie werden immer wieder gedemütigt. Als die beiden auf eine gewalttätige Familie von Nordstaatlern treffen, die ihren vermissten Sohn und Bruder suchen, werden sie von ihnen provoziert und angegriffen. Preston wird von ihnen schließlich überwältigt und gehängt. Random kann entkommen und überbringt die Todesnachricht der Familie des Getöteten, die ihn an seiner Stelle in die Familie aufnehmen. Helen, die Schwester von William, verliebt sich in Random.
Als Random und Helen zum Einkaufen in die nächste Stadt fahren, geraten sie in eine Schießerei von Whittakers Bande, die drei als Verbrecher gesuchte Südstaatensoldaten stellen und erschießen. Whittaker und seine Bande werden von einem Vertreter des Generals, der bisher Whittaker gedeckt hat, und dem von ihm entsandten Sheriff, gestellt und aufgefordert, sich zu ergeben. Stattdessen nehmen diese Helen, nach einer Schießerei, als Geisel und entführen sie. Wieder muss Random der Familie eine schlechte Nachricht überbringen. Er verspricht den Eltern von Helen und William, Helen zurückzuholen.
Er reitet zurück und erfährt von einem alten Bekannten, wo einer der Leute aus Whittakers Bande sich aufhält. Und findet zwei von dessen Männer in einer verlassenen Stadt vor. Er erschießt sie im Kampf. Whittacker kommt erst später dazu und bietet ihm einen Pakt an, auf den Random zum Schein eingeht. Gemeinsam begehen sie einen Überfall, dann flüchten sie in ein Versteck, in dem auch Helen gefangengehalten wird. Random tötet Whittaker im Kampf. Helen ist durch das Erlebte eine Andere geworden und hat jede Fröhlichkeit verloren. Sie kehrt mit Random in ihr Zuhause zurück.

## Kritik
In der Rückschau wird der Film von den Kritikern geschätzt, was sich zum Zeitpunkt der Erstaufführung noch anders darstellte:

„Regisseur Michele Lupo fängt die Endstimmung des Bürgerkrieges perfekt ein, wozu auch Kameramann Alejandro Ulloa mit wunderbaren Herbstaufnahmen und Komponist Gianni Ferrio mit seinem unkonventionellen Score einiges beitragen. Alles in allem ein sehr sehenswerter Spätwestern, der das Ende eines Genres perfekt darstellt.“

„Obwohl das Wort „Abgesang“ etwas pathetisch klingt: Hier passt es perfekt. Denn California zeigt einen Westen, der nur noch in den Äußerlichkeiten der Westernwelt von einst gleicht und in dem alle Illusionen einer vollkommen in der kalten Ernüchterung untergegangen sind. […] Es wimmelt von Bildern des Zerfalls und der Auflösung, sowohl im Hinblick auf die Umgebung wie auf die in ihr befindlichen Menschen. […] Wunderschön!.“

„Italo-Western mit unstimmiger Atmosphäre und zerdehnter Klischee-Geschichte, dem auch die bedeutungsschwere Fotografie kein Interesse sichern kann.“

„In seine eigene Melancholie verliebter Endzeit-Western.“

## Bemerkungen
Alternativtitel sind California Addio und California Addio – Der Mann aus Virginia sowie Spiel das Lied von Kalifornien. Eine gekürzte Version des Filmes wurde ab 16 Jahren freigegeben.
Die Sets baute Carlo Simi. Gedreht wurde in Italien und in Tabernas und Umgebung.
Das italienische Einspielergebnis betrug 408 Mio. Lire.
Im Jahr 2022 veröffentlichte das Label Koch Films den Film erstmals auf Blu-ray.

## Synchronisation
Es wurde besetzt:
- Giuliano Gemma: Erik Schumann
- Raimund Harmstorf: er selbst
- Miguel Bosé: Ulf-Jürgen Wagner
- Paola Dominguín: Constanze Engelbrecht
- William Berger: Wolf Ackva
- Dana Ghia: Alice Franz
- Cris Avram: Klaus Kindler
- Claudio Undari: Wolfgang Hess
- Franco Ressel: Horst Naumann